# Julian Ney
Julian Ney (ur. 24 lipca 1910 w Jaśle, zm. 1943 tamże) – polski lekarz, Sprawiedliwy wśród Narodów Świata.

## Życiorys
Urodził się 24 lipca 1910 w Jaśle. W 1929 roku zdał maturę w gimnazjum w Jaśle. Studiował medycynę na Uniwersytecie im. Jana Kazimierza we Lwowie.
W czasie II wojny światowej i okupacji niemieckiej w Polsce Julian mieszkał w domu, który został włączony w obszar stworzonego przez Niemców getta dla ludności żydowskiej. Po jego prośbach, Niemcy zgodzili się, by został w domu i leczył ludzi zamkniętych w getcie.
Był członkiem Związku Walki Zbrojnej/Armii Krajowej. Kierował komórką konspiracyjną przygotowującą dokumenty dla ruchu oporu. Umożliwił ukrywanie się wielu Żydom, wyrabiając im dokumenty w komórce ZWZ.
Jako lekarz uratował wielu Polaków przed wysłaniem na roboty przymusowe do III Rzeszy Niemieckiej.
Wspólnie ze znajomą nauczycielką Anną Bogdanowicz postanowili uratować młodą Żydówkę Sarę Diller. Zorganizowali ucieczkę z getta dla Sary Diller i jej matki. Pomogli zdobyć dokumenty i kryjówkę dla nich w okolicach Kielc.
Jesienią 1942 roku Julian Ney został aresztowany przez niemieckich okupantów za udzieloną pomoc osobie pochodzenia żydowskiego i osadzony w więzieniu w Jaśle. Zginął zamęczony w trakcie przesłuchania i tortur w więzieniu Gestapo. Sara Diller została uratowana.
19 września 1983 roku Instytut Yad Vashem nadał Julianowi Ney i Annie Bogdanowicz tytuły Sprawiedliwych wśród Narodów Świata.